# 소울소드
소울소드는 카포게임즈에서 서비스하는 판타지 TCG/CCG(Trading Card Game/Collectible Card Game)게임이다. 2012년 3월 21일 첫 베타테스트를 시작하여, 2012년 4월 5일부터 오픈 베타를 시작했다. 현재 정식 서비스 중이며, 부분 유료화 방식을 취하고 있다.
소울소드는 카드를 이용한 전략 게임으로, 영지를 발전시키고 직업별 영웅 카드를 뽑아 육성하여 레벨별 사냥터를 클리어하거나, 아레나(1대1 전투) 및 콜로세움 리그전에 참여하는 등의 시스템을 가지고 있다.